# Deli (Ciad)
Deli è un comune del Ciad situato nel dipartimento di Lac Wey, provincia del Logone Occidentale.